# باتي ماكورد
باتي ماكورد (بالإنجليزية: Patty McCord)‏ مستشارة تنفيذية في الموارد البشرية. شغلت منصب مسؤولة إدارة المواهب في نتفليكس بين عامي 1998 و2012، والآن تعمل مستشارة لرواد الأعمال والشركات الناشئة. صاحبة كتاب «قوة التأثير: ثقافة الحرية والمسؤولية» (Powerful: Building a Culture of Freedom and Responsibility).